# Зейдлиц, Карл Карлович

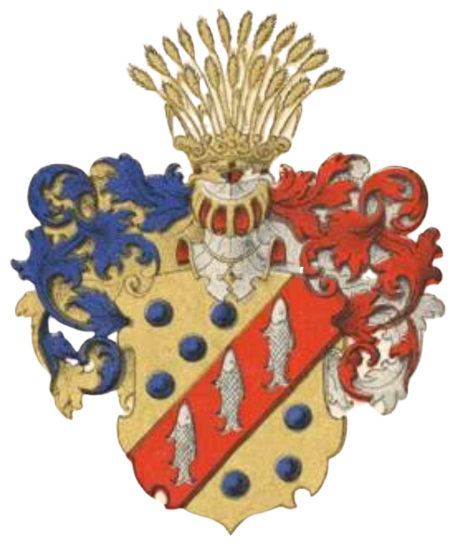
Родовой герб

Карл Карлович Зейдлиц (нем. Karl Johann von Seidlitz; 6 (17) марта 1798, Ревель — 7 (19) февраля 1885, Дерпт) — доктор медицины, профессор; биограф и друг поэта В. А. Жуковского; действительный статский советник.

## Биография
Родился в Ревеле 6 (17) марта 1798 года. В 1815—1820 годах учился на медицинском факультете медицинский факультет Императорского Дерптского университета. В 1818 году был отмечен золотой медалью; в 1821 году, по окончании курса, получил степень доктора медицины за диссертацию: «De praecipuis oculorum morbis inter Esthonos obviis». С 1 августа 1822 года был зачислен лекарем на службу в Санкт-Петербургский морской госпиталь.
В 1823 году был послан в Астрахань на борьбу с холерной эпидемией и составил описание развития эпидемии: «Bericht über die orientalische Brechruhr, welche in Astrachan vom 9 Sept. — 7 Oct. des J. 1823 herrschte».
С 2 марта 1826 по 21 мая 1829 года находился в отставке; с учёной целью отправился за границу; был в Париже, Монпелье, Пизе.
Зейдлиц известен тесной дружбой с В. А. Жуковским, который при жизни поддерживал с ним постоянную переписку (изданную в «Русской старине», 1883). По просьбе Жуковского и генерал-губернатора Оренбургского края графа В. А. Перовского, Зейдлиц сопровождал в Европу больную Александру Андреевну Воейкову, которая на его руках и умерла в 1828 году в Ницце. Отвезя детей Воейковой в Россию, он поспешил, ввиду начавшейся русско-турецкой войны, в действующую армию Дибича, где был назначен главным врачом 2-го армейского корпуса. Им было составлено описание болезней русской армии во время войны; записки об этом времени были им изданы на немецком языке: «Zur Erinnerung an den Türkischen Feldzug aus dem Iahre 1828—1829» (Дерпт, 1854); отрывки из них были напечатаны в 1878 году в «Русском архиве». Затем он некоторое время был врачом российского посольства в Константинополе при графе Орлове. По возвращении в Россию в 1830 году состоял главным доктором Санкт-Петербургского морского госпиталя.
В 1835 году он сопровождал великую княгиню Елену Павловну в Берлин по возвращении из-за границы был назначен медицинским инспектором Петроградского порта; но вскоре вышел в отставку.
В 1836 году он был назначен профессором Медико-хирургической академии по кафедре клиники внутренних болезней; 8 ноября 1836 года открыл амбулаторию при терапевтической клинике. Кроме того, он состоял ещё членом медицинского совета.
Был произведён 21 декабря 1846 года в действительные статские советники. Имел награды: российские — ордена Св. Анны 2-й степени с императорской короной (1841), Св. Владимира 3-й степени (1844) и Св. Станислава 1-й степени (1872); прусский орден Красного орла 3-й степени (1835). 
Зейдлиц первый в России начал применять перкуссию и аускультацию в госпитальной и частной практике; создал в Петроградской медико-хирургической академии пропедевтическую клинику, где впервые стал читать своим слушателям прикладную семиотику и знакомил их с объективными способами исследования болезней; он ввёл микроскопию, учил дифференциальным диагнозам и в своем классическом отчете «Klinischer Berichtе» (1846) оставил образец учёно-практического труда. Был близким другом Н. И. Пирогова, однако критически относился к его трудам; в 1885 году было напечатано его «Открытое письмо к профессору Н. И. Пирогову» («Русская старина»), в котором подверг критике некоторые хирургические положения Пирогова.

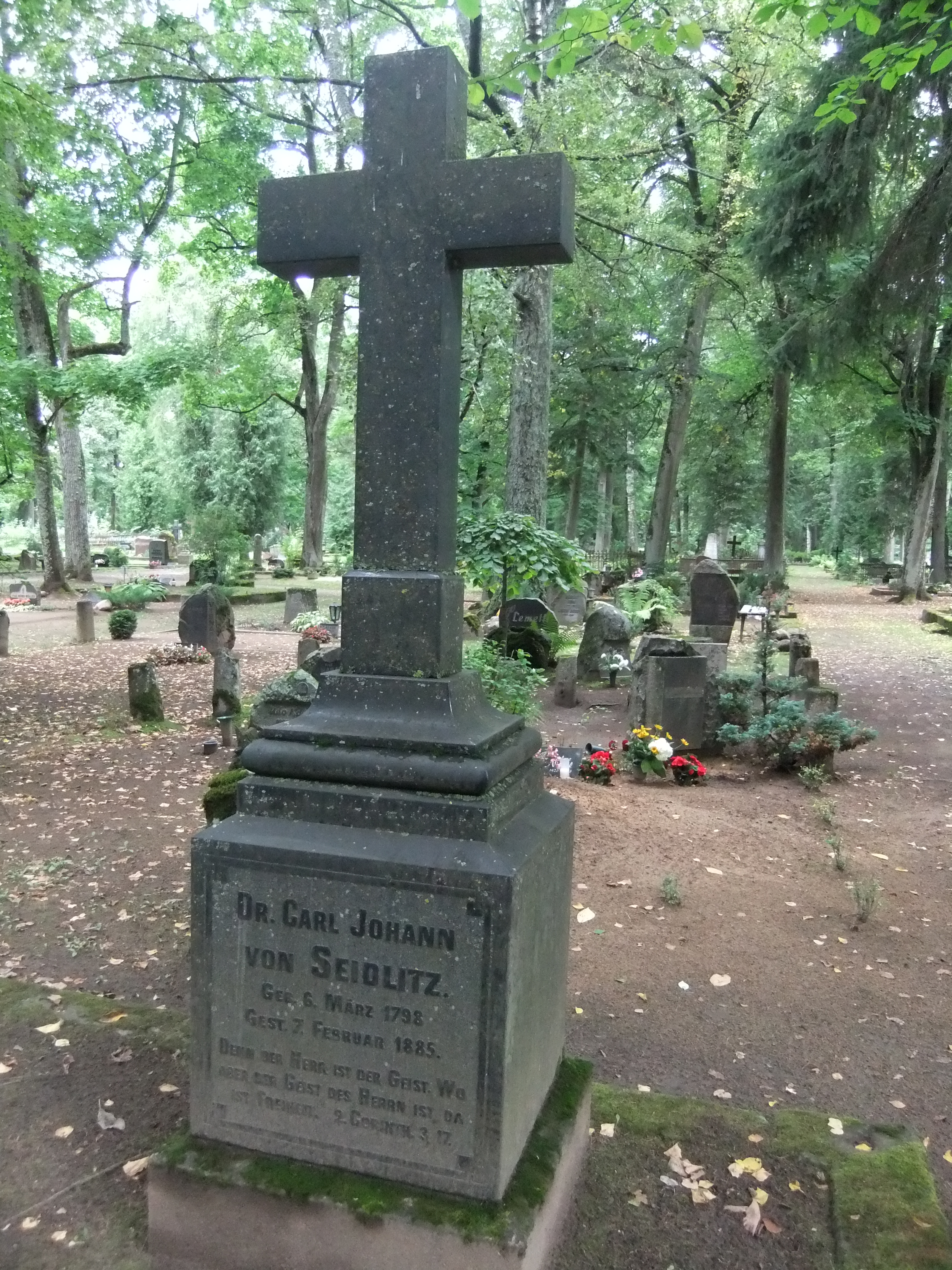
Могила К. К. Зейдлица

В 1864 году, по расстроенному здоровью, окончательно вышел в отставку. Жил, то в Дерпте, то в имении Мейерсгоф, которое купил у В. А. Жуковского; 4 мая 1870 года купил мызу Вятса. Занимался сельским хозяйством и общественною деятельностью; в 868—1869 годах был председателем Эстонского общества естествоиспытателей; принимал участие в трудах Лифляндского общеполезного и экономического общества, издавая огромный труд: «Нивелировка Лифляндской губернии». Также он состоял председателем Эстляндского литературного общества в Ревеле, членом Эстонского ученого общества.
В. А. Жуковский назначил его своим душеприказчиком. По неизданным источникам и личным воспоминаниям Зейдлиц составил биографию Жуковского в трёх богатых по материалу сочинениях:
- «Очерк развития поэтической деятельности В. А. Жуковского» («Журнал Министерства народного просвещения», 1869);
- «Wasily Andrejevitch Joukoffsky. Ein russisches Dichterieben» (1870) — немецкое издание вышеназванного сочинения, но в более полном объёме;
- «Жизнь и поэзия В.А. Жуковского» (СПб., 1883) — это издание было приурочено к юбилею Жуковского.

Умер 7 (19) февраля 1885 года. Похоронен был на кладбище Раади.

## Семья
Был женат дважды. Первый раз в 1831 году. Имел дочь, названную как и мать Марией (1832—1903)
После смерти первой жены, женился 9 октября 1837 года на Юстине Шарлотте Раух (13.09.1816—24.08.1898), дочери лейб-медика Е. И. Рауха. Их дети:
- Карл (11.07.1838—21.06.1897)
- Георг (07.06.1840—15.07.1917)
- Юстина Катарина (04.11.1842—12.02.1923)
- Елена Юстина (20.03.1845—20.03.1930), замужем с 31.10.1870 за Августом Фридрихом Сиверсом (1837—1896)
- Оскар (03.03.1847—02.09.1916)
- Густав (17.07.1849—07.08.1890)